# 瑪賽勒·拉洛埃
玛赛勒·拉洛埃（Marcelle Aimée Léonie Laloë，1884年7月2日—1974年9月5日），法裔阿尔及利亚人，越南阮朝退位皇帝咸宜帝阮福明的妻子。她是弗朗西斯·拉洛埃（Francis Laloë）和苏珊·文（Suzanne Ving）的女儿。
咸宜帝被法国废黜后，流放到阿尔及利亚。1904年11月4日，玛赛勒·拉洛埃在阿尔及尔圣菲利普大教堂嫁给了咸宜帝。二人婚后育有二女一子：1905年8月17日生下女儿阮福如梅，1908年7月22日生下女儿阮福如李，1910年7月6日生下儿子阮福明德。1974年9月5日，玛赛勒·拉洛埃在法国多尔多涅省托纳克罗斯城堡去世。